# Королевский колледж музыки
Королевский колледж музыки (англ. Royal College of Music) — британское высшее музыкальное учебное заведение, расположенное в столице Великобритании городе Лондоне.

## История
Королевский колледж музыки был учреждён в 1882 году под патронатом Принца Уэльского (будущего короля Эдуарда VII) и постоянно находится под августейшим покровительством (с 1993 года президентом колледжа является Чарльз, принц Уэльский). 
Занятия начались в 1883 году. Непосредственным предшественником колледжа была Национальная школа обучения музыке (англ. National Training School for Music, работавшая в 1875—1882 гг. Здание колледжа, построенное в 1894 году по проекту Артура Бломфилда, расположено на Принс Консорт Роуд в Южном Кенсингтоне, напротив Альберт-холла.
Помимо учебной части, колледж располагает значительной музейно-архивной составляющей, основа которой была заложена, прежде всего, одним из основателей колледжа Джорджем Гроувом. В колледже есть Музей музыкальных инструментов, включающий более 800 экспонатов от XV века до наших дней, коллекция нотных автографов, коллекция портретов (более 300 живописных оригиналов, среди которых, например, последний прижизненный портрет Карла Марии фон Вебера работы Джона Коуза, и около 10 000 литографированных портретов, фотографий и др.). Более 600 000 экспонатов насчитывает собрание концертных программок с 1730 года до сегодняшнего дня.